# 景仰園

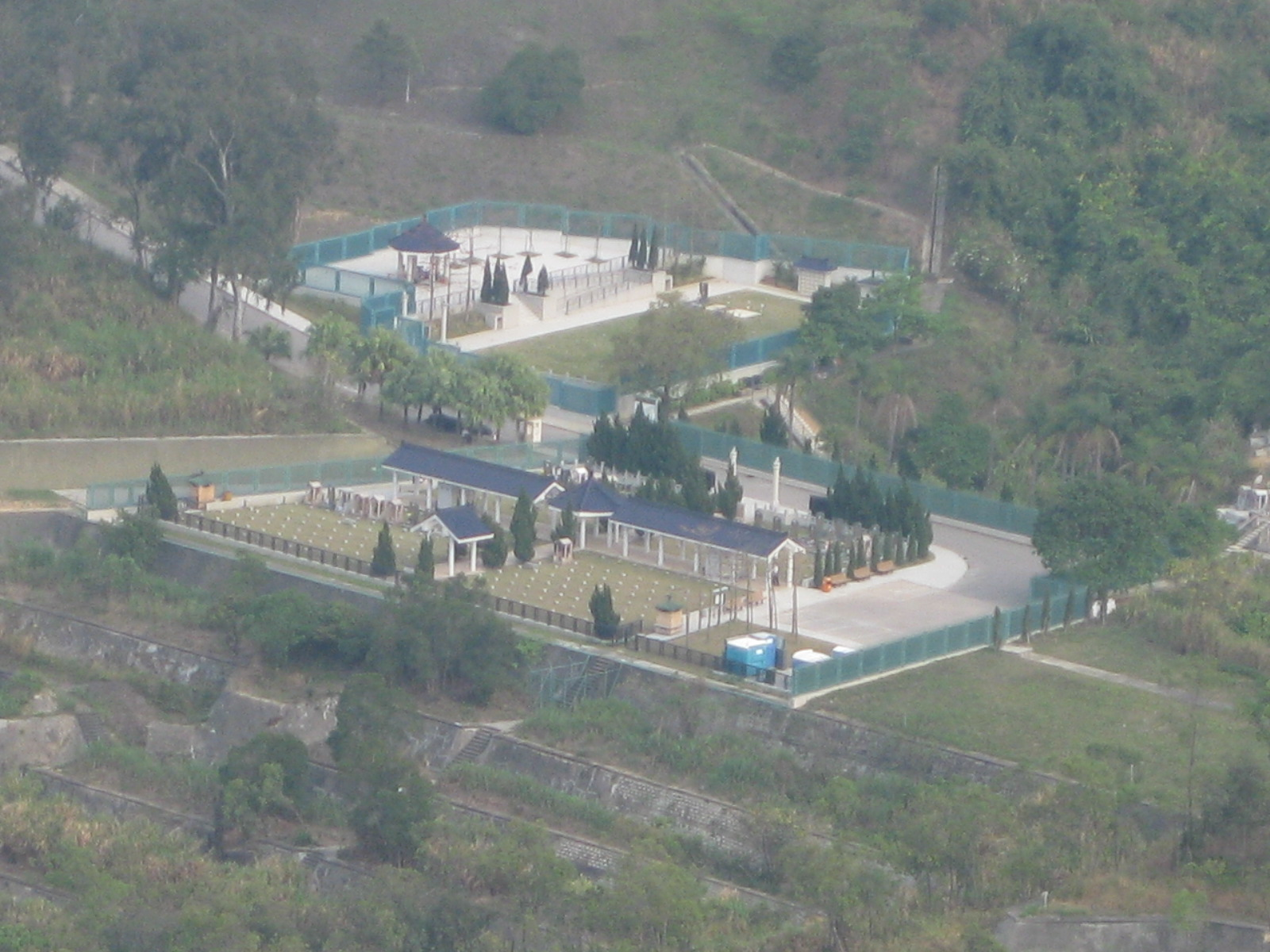
景仰園（上）及浩園

景仰園（英語：Tribute Garden）為香港新界粉嶺和合石墳場之內的一幅墓地，專為安葬見義勇為而喪生的香港市民，目前由食物環境衞生署管理。
景仰園取其名萬人景仰，在2003年1月啟用，耗資約317萬港元，佔地1400平方米，共設有100個土葬葬位、24個甕盅葬位，以及一個安置所，存放30個壁龕葬位，規模及莊嚴程度與毗鄰的浩園相若。

## 土葬政策
由於香港土地短缺，香港政府於1976年已經停止處理允許永久土葬的私人墳場，並鼓勵火化。因此，無論於私人墳場或是公眾墳場作永久土葬，均屬違反既定政策，也將難以拒絕其他機構為殉職人士設置永久土葬的申請。因此，根據食環署政策，凡於公眾墳場土葬超過6年的骸骨，必須撿拾遷移，以便節省土地。由於景仰園屬於公眾墳場一部分，遺體土葬6年後同樣需要撿骨，並可以經火化後置於園內的永久甕盅葬位。
經過檢討後，行政會議建議由2000年9月12日起，所有在執行職務時因英勇過人行為而喪生的公務員和非公務員，均可永久土葬。英勇過人行為則由行政長官按英勇勳章標準釐定，有關安排適用於浩園、景仰園及其它公眾墳場。

## 使用情況
2007年，外出執勤不幸殉職的明愛醫院女護士蔡玲珠，因不具公務員身分而未獲批准安葬於浩園，被傳媒揭發當局未有提議家屬安葬景仰園，揭露了景仰園啟用多年卻一直荒廢的情況。公務員事務局局長俞宗怡其後解釋，非公務員人士離世後，若獲市民向特首提名，追封英勇勳章，並得當局認可其離世「有英勇行為」元素，才能獲安排下葬景仰園。由於英勇勳章一般是在犧牲者死亡後半年至1年才追頒，那時死者已經入土為安，當局再聯絡死者家屬，解釋景仰園的殮葬安排，令景仰園失去現實意義。政府其後解釋，只要市民符合因英勇行為喪生或遇害，經部門或機構轉介，通過審批，亦可安葬於景仰園。
景仰園空置至2010年8月仍未有任何安息者。2010年4月16日，民政事務局局長曾德成透露正聯絡在青海玉樹地震中救人捐軀的黃福榮家屬，安排把遺體安葬在景仰園，原因是黃福榮獲政府推薦追頒金英勇勳章，並「能代表香港人的精神」。不過，黃福榮的家人婉拒當局建議，屬意把黃福榮遺體安葬於柴灣華人永遠墳場，與其亡父為鄰。
2010年8月23日在菲律賓發生馬尼拉前警員劫持香港旅行團事件，8名港人遇害，殉職領隊謝廷駿在挾持期間致電回港報告，表現機智英勇，所屬的康泰旅行社與旅遊業界去信特區政府，要求為他追頒英勇勳章及安葬於景仰園，亦有市民要求為拯救妻兒而死的旅客梁錦榮安葬景仰園。行政長官曾蔭權於8月27日宣布，當局決定在家屬同意下，安排事件中的死者永久安葬於景仰園內。政府解釋，遇難者雖經歷極度恐懼，但在危難中展現大愛精神和人性光輝，有關家屬成員則承受無比傷痛，因此作出特別安排，讓8名遇難者可以永久安葬景仰園。
最終謝廷駿的家屬要求安葬於鑽石山墳場以方便拜祭，梁錦榮與兩名女兒則暫時安葬於長沙灣天主教墳場，日後可能運往加拿大永久安葬。另外四名遇難者則安葬於景仰園。遇難團員傅卓仁在2010年9月5日安葬景仰園，成為首名獲安葬於景仰園的安息者。

## 景仰園安息者
景仰園安息者列表按安息者的逝世年份排列。
|   | 年份   | 姓名   | 年齡     | 介紹                   |
| - | ------ | ------ | -------- | ---------------------- |
| 1 | 2010年 | 傅卓仁 | 終年39歲 | 於馬尼拉人質事件中遇害 |
| 2 | 2010年 | 汪子林 | 終年51歲 | 於馬尼拉人質事件中遇害 |
| 3 | 2010年 | 楊綺華 | 終年44歲 | 於馬尼拉人質事件中遇害 |
| 4 | 2010年 | 楊綺琴 | 終年46歲 | 於馬尼拉人質事件中遇害 |

## 安全提示
- 公眾墳場的車閘開放時間為上午六時三十分至下午七時三十分[18]
- 由於車閘內的道路，即和合石路，並無街燈照明，應儘可能於日落前離開，當天的日落時間可以從香港天文台查得。

## 交通
可參考和合石墳場#交通

## 參閲
- 浩園
- 和合石墳場
- 忠烈祠
- 警察紀念園區
- 義民信仰

## 外部連結
- 紀念墓地—浩園,景仰園 香港中文大學天主教研究中心
- 景仰園(悼念見義勇為而犧牲的市民墓地) （页面存档备份，存于） 健行之友